# Quentalia punctilinea
Quentalia punctilinea är en fjärilsart som beskrevs av Paul Dognin 1922. Quentalia punctilinea ingår i släktet Quentalia och familjen silkesspinnare. Inga underarter finns listade.